# Lucio Cassio Longino
Lucio Cassio Longino (in latino Lucius Cassius Longinus; ... – 107 a.C.) è stato un politico e generale romano.

## Biografia
Pretore nel 111 a.C., venne inviato in Numidia. Console nel 107 a.C. con Gaio Mario, nello stesso anno, durante la guerre cimbriche, i Tigurini, tribù degli Elvezi, guidati da Divicone, penetrarono nella Gallia narbonese, provincia romana. Cassio Longino, a quel punto, si diresse con sei legioni e seimila cavalieri verso Tolosa – percorrendo la strada fatta costruire da Gneo Domizio Enobarbo – e ingaggiò battaglia, a poca distanza dalla città celtica, contro il popolo dei Volci Tectosagi, a cui si erano uniti parte dei Cimbri, Teutoni e Tigurini, riuscendoli a battere. Dopodiché il console continuò l'avanzata in territorio nemico, portando con sé i bagagli, come se fosse una normale marcia di trasferimento, risalendo la valle del fiume Garonna, fino a Burdigala. L'esercito romano, ormai distante dalla provincia romana, fu massacrato nella zona di Agen – nei territori dei Nitiobrogi – e i superstiti fatti passare sotto il giogo; lo stesso Cassio Longino perse la vita.
Cesare nel 58 a.C., memore del massacro degli uomini di Longino, impedì il passaggio agli Elvezi che premevano per entrare nella Narbonense, sconfiggendo anche i Tigurini di li a poco, vendicando l'onta romana come afferma nel De Bello Gallico.